# Валпичето (Удине)
Валпичето је насеље у Италији у округу Удине, региону Фурланија-Јулијска крајина.
Према процени из 2011. у насељу је живело 57 становника. Насеље се налази на надморској висини од 753 м.